# Hepatomegalie
Hepatomegalie is de medische benaming voor een abnormaal vergrote lever. Gesproken wordt van hepatomegalie als de lever 2 tot 4 centimeter onder de ribbenboog, ter hoogte van het midden van het sleutelbeen (midclaviculair), voelbaar is. Vaak wordt aanvullend onderzoek gedaan om de grootte van de lever nauwkeuriger vast te stellen, bijvoorbeeld een echografie of scintigrafie.

## Oorzaken
Verschillende aandoeningen kunnen leiden tot hepatomegalie:
- De lever maakt triglyceriden. Deze kunnen zich ophopen.
- Hartfalen
- Tumoren of metastasen
- Sarcoïdose
- Cyste
- Ontsteking, bijvoorbeeld ten gevolge van hepatitis